# Xiphophorus pygmaeus
El cola de espada pigmeo (Xiphophorus pygmaeus), es un pez poecílido del noreste de México. Es el más pequeño de los Xiphophorus. La espada del macho es apenas visible y la especie a menudo se llama cola de espada sin espada. A veces se mantiene en acuarios domésticos, pero es una especie bastante delicada.

## Taxonomía y evolución
Xiphophorus pygmaeus es el miembro más pequeño del género Xiphophorus. Está más estrechamente relacionado con X. multilineatus y X. nigrensis, y los machos en particular se parecen a los machos pequeños de las dos últimas especies. Las tres especies forman un clado dentro del clado más grande de colas de espada del norte. X. pygmaeus perdió machos de gran tamaño y rasgos masculinos asociados con un tamaño más grande: comportamiento de cortejo, profundidad corporal y espadas bien desarrolladas. El tamaño grande eventualmente reapareció en X. pygmaeus pero los rasgos que normalmente lo acompañan no lo hicieron.

## Descripción
Las hembras crecen hasta 4.5 centímetros (1,8 in), mientras que los hombres alcanzan 3.5 centímetros (1,4 en). La espada del macho mide solo 1-2 mm de largo. Originalmente se pensó que la especie consistía solo en machos de tamaño pequeño (todos de menos de 29 mm de largo y la mayoría de menos de 24 mm), pero en 1994 se descubrió que dos poblaciones contienen machos grandes.
El color base del pez es marrón grisáceo. Tanto los machos pequeños como los grandes pueden ser amarillos, pero esta forma de color es muy rara en la naturaleza porque estos individuos llamativos son presas fáciles. No existen hembras amarillas, y el rasgo parece estar ligado al sexo: los descendientes masculinos de machos amarillos tienden a ser amarillos también. Los machos son generalmente de color más intenso que las hembras.

## Distribución y hábitat
Xiphophorus pygmaeus fue descubierto en el río Axtla, afluente del río Pánuco, por Myron Gordon en 1939. En la localidad tipo, los peces se encontraron en aguas rápidas entre un denso rodal de una planta similar a Vallisneria a lo largo de un banco empinado. X. montezumae y X. variatus se encuentran en la misma sección del río, pero su preferencia por aguas menos profundas y lentas aisló a X. pygmaeus de ellos.
Xiphophorus pygmaeus también habita en los afluentes del río Axtla, el río Tancuilin y el río Huichihuayan. Su hábitat preferido se caracteriza por fondos blandos y grandes rodales de plantas sumergidas, como Sagittaria.

## Reproducción
Xiphophorus pygmaeus es inusual entre los cola de espada porque las hembras no son cortejadas por los machos, ni pequeños ni grandes. En cambio, los machos se acercan sigilosamente a las hembras y las persiguen para forzar la cópula. En la mayoría de las especies de Xiphophorus, incluidas las más estrechamente relacionadas, X. nigrensis y X. multilineatus, los machos grandes cortejan a las hembras, mientras que los machos pequeños confían en la estrategia de «persecución furtiva». Sin embargo, las hembras de X. pygmaeus prefieren ser cortejadas y, por lo tanto, eligen machos de X. nigrensis sobre machos de su propia especie cuando pueden.
Xiphophorus pygmaeus se reproduce escasamente, y una hembra rara vez da a luz a más de 10 alevines a la vez. Los alevines son de 6–7 milímetros (0,24–0,28 in) de largo al nacer y por lo general no es presa de los adultos.

## In aquariam
El cuidado de X. pygmaeus en el acuario doméstico es un desafío. La especie requiere una excelente filtración y frecuentes cambios de agua y no le va bien en agua blanda o temperaturas superiores a 24 °C. Se recomienda la adición de plantas acuáticas de hojas finas como Ceratophyllum demersum porque los peces se alimentan de estas plantas y algas, así como de los infusorios que crecen entre ellas.